# قوزلو العلياء (سقز)
قرية قوزلو العلياء (بالكردية: قۆزڵوو سەروو) هي إحدى القرى التابعة لـإمام في ريف قسم زيويه من مقاطعة سقز، في محافظة كردستان الإيرانية.

## السكان
حسب إحصاءات سنة 2006، بلغ إجمالي السكان في قوزلو العلياء 381 نسمة وعدد المساكن 93 مسكن. لغة سكان قوزلو العلياء هي اللغة الكردية و هم من أهل السنة والجماعة والمذهب الشافعي.